# The Delgados
The Delgados es una banda escocesa de indie rock formada en North Lanarkshire en 1994. Está compuesto por Emma Pollock (voz, guitarra), Alun Woodward (voz, guitarra), Steward Henderson (bajo) y Paul Savage (batería).
A pesar de no haber recibido el mismo apoyo crítico y comercial de sus contemporáneos Belle and Sebastian y Mogwai, son reconocidos por hacer surgir las carreras de Bis y Arab Strap, esto a través de su sello independiente Chemikal Underground.
Luego de una extensa separación desde 2005, anunciaron su regreso en junio de 2022 bajo una serie de conciertos especiales por el Reino Unido, que dieron inicio en enero de 2023.

## Biografía

### 1994–1999: Iniciosunderground
Tras ser expulsados de una banda llamada Bubblegum, Alun Woodward, Paul Savage y Stewart Henderson formaron The Delgados en Motherwell, North Lanarkshire. Sobre la elección del nombre, fue inspirado en el ciclista segoviano Pedro Delgado, ganador del Tour de Francia 1988. La formación inicial se ampliaría poco después con la incorporación de Emma Pollock, novia y futura esposa de Savage. Su primer lanzamiento comercial fue la canción «Liquidation Girl», incluido en la recopilación Skookum Chief Powered Teenage Zit Rock Angst de Nardwuar the Human Serviette, lo cual fue conseguido por Alun Woodward ya que era un gran fanático de sus álbumes recopilatorios.
Tras ello, deciden formar su propia discográfica, Chemikal Underground, que también acogería a otros grupos escoceses como Arab Strap, Bis, Cha Cha Cohen, Magoo, Mogwai, entre otros. El sello se estrena en mayo de 1995 con el sencillo «Monica Webster». Al igual que ocurriría con otras tantas bandas británicas, el grupo capta la atención del reconocido locutor de la BBC John Peel, que da a conocer a los de Glasgow a través de su programa y facilita que el grupo también tenga una buena acogida entre la prensa especializada. Tanto, que Melody Maker lo elegiría como sencillo de la semana.
Para la grabación de su EP, Lazarwalker, The Delgados tienen que recurrir a otra discográfica, Radar Records, ya que la grabación del primer álbum de Bis había dejado las arcas de Chemikal Underground un poco perjudicadas. A pesar de esta situación, el grupo rechaza una oferta de Radar Records para grabar con ellos. La situación económica del sello logra ser salvada y pronto continúan los lanzamientos. En el caso de The Delgados, en 1996, «Under Canvas, Under Wraps» obtuvo reconocimiento por John Peel, siendo incluido en el tercer lugar de su top 50 de mejores canciones del año.
El nombre de The Delgados comienza a ser cada vez más conocido, además de por sus grabaciones por las giras que realizan con grupos como Elastica, The Wedding Present o Sebadoh, y en octubre de 1996 publican su álbum de estudio debut Domestiques, elogiado por la crítica y en el que se encuentra su sonido más enérgico, una fuerza que irían perdiendo en sus trabajos posteriores en beneficio de los arreglos orquestales, las melodías y un intenso trabajo de las voces.
Con Peloton, lanzado en mayo de 1998, los de Glasgow muestran una clara evolución respecto a su anterior álbum, ampliando sus referencias estilísticas y, sobre todo, comenzando a incluir arreglos orquestales en sus composiciones. A pesar de conseguir nuevamente el apoyo de la crítica, de manera comercial no superaron el top 50 en las listas del Reino Unidos.

### 2000–2005: Reconocimiento crítico y separación
El impulso definitivo lo darían en el año 2000 con el lanzamiento de The Great Eastern, en parte gracias a la producción de Dave Fridmann, que hasta la fecha había producido a grupos como The Flaming Lips, Jane's Addiction o Mogwai, entre otros. El álbum obtuvo una nominación para el Premio Mercury de ese mismo año.
El también miembro de Mercury Rev aportaría a la banda una mayor densidad y épica orquestal, características que mantendrían en Hate, su álbum de 2002, recibiendo mayores comparaciones con The Beatles por su desarrollo como compositores y arreglos musicales. La canción introductoria «The Light Before We Land» fue escogido como tema de apertura del anime Gunslinger Girl. Durante estos años continúa su idilio con la crítica, pero a pesar de que a partir de The Great Eastern la popularidad de The Delgados aumenta considerablemente, el reconocimiento del público se les sigue resistiendo.
Dos años después, en 2004, publican Universal Audio, el que sería su último disco y en el que renunciarían en parte a la fastuosidad orquestal de sus anteriores trabajos, aunque la preocupación por los arreglos vocales sigue siendo palpable. Para que este giro estilístico fuera posible Fridmann fue relevado por el productor Tony Doogan, quien hasta la fecha había trabajado con Belle and Sebastian, The Reindeer Section o The Gentle Waves, entre otros.
En abril de 2005, la banda anuncia su separación después de que Henderson decidiera no grabar un nuevo álbum con la banda. Esto en parte fue debido al fracaso comercial de sus trabajos. A pesar de estos, los componentes anunciaron que la discográfica Chemikal Underground continuaría en marcha.
Con motivo de la publicación de las sesiones que grabaron para el programa de John Peel, el crítico de Mondosonoro Carlos Pérez de Ziriza dijo que The Delgados “condensaron como pocos unas cuantas de las virtudes que lograron que los focos mediáticos volvieran a alumbrar con fuerza las tierras escocesas desde mediados los noventa, pese a que nunca alcanzaran los picos creativos de paisanos como Mogwai o Belle & Sebastian. A lo largo de diez años y cinco álbumes supieron evolucionar, sin demasiado ruido pero con bastantes nueces, desde el acné indie pop aún sin pulir de sus comienzos a la refinada destilación de un modo de hacer que, ornamentado por secciones de viento y cuerda, alcanzó su máxima expresión en el no superado Hate”.
Su reunión de 2022 fue catalizado por las invitaciones a la boda del guitarrista Stuart Braithwaite de Mogwai, que ocurrió antes de la pandemia global por COVID-19.

## Discografía
Álbumes de estudio
- 1996: Domestiques
- 1998: Peloton
- 2000: The Great Eastern
- 2002: Hate
- 2004: Universal Audio

Otros álbumes
- 1995: Lazarwalker EP
- 2006: The Complete BBC Peel Sessions

### Singles
- Monica Webster/Brand New Car - 1995
- Cinecentre - 1996
- Under Canvas, Under Wraps - 1996
- Sucrose - 1996
- Everything Goes around the Water - 1998
- Pull the Wires from the Wall - 1998
- The Weaker Argument Defeats the Stronger - 1998
- American Trilogy - 2000
- No Danger - 2000
- Coming In from the Cold - 2002
- All You Need Is Hate - 2002
- Everybody Come Down - 2004

### Otros
- Fledgling - The Mist Masters - 1994 (Recopilación de varios artistas en la que participan con el tema Freud's Field Day)
- Skookum Chief Powered Teenage Zit Rock Angst - 1995 (Recopilación de varios artistas en la que participan con el tema Liquidation Girl)
- Disco Sucks - 1996 (Recopilación de varios artistas que incluye el tema I've Only Just Started To Breath)
- Pick Your Pleasure - 1996 (Sencillo compartido con Van Impe con el tema Liquidation Girl)
- Stolen Ecstasy 45 Chapter Three - 1996 (Sencillo compartido con Urusei Yatsura con el tema Booker T Jones)
- Lissy's Split 7 - 1997 (Sencillo compartido con New Bad Things con el tema Sacré Charlemagne)
- BBC Sessions - 1997 (Recoge once canciones de The Delgados grabadas en una sesión para la BBC)
- Select Revolutions 01 - 2000 (Recopilatorio de varios artistas de la revista Select en el que participan con el tema Make Your Move (Twin Peaks Mix))
- Live At The Fruitmarket - 2001